# Амфитеатр в Ниме

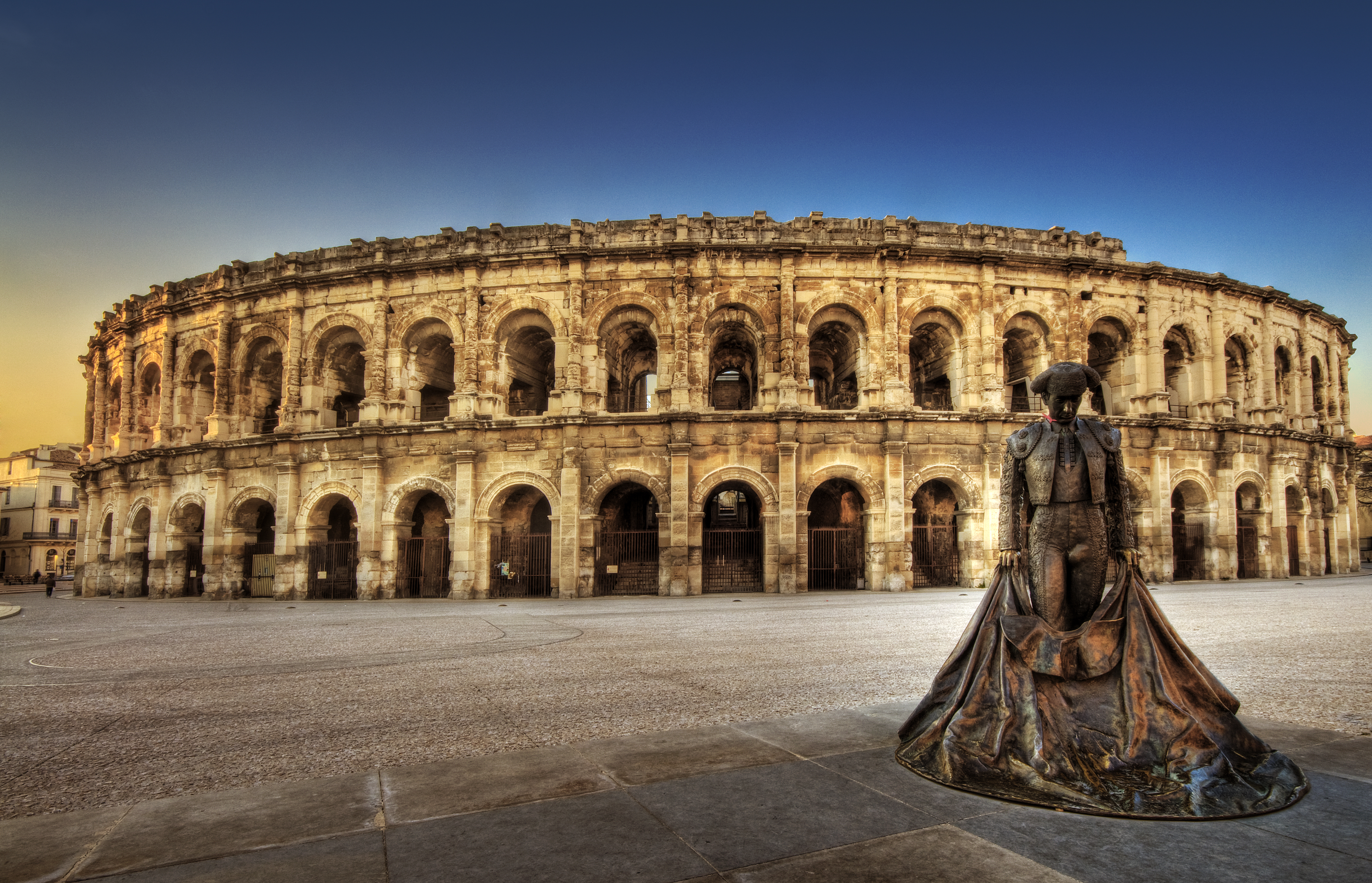
Арены Нима. Панорамный снимок.

Амфитеатр (Арена) Нима (фр. Arènes de Nîmes) — римский амфитеатр, расположенный во французском городе Ним. В 1840 году был внесён в первый перечень исторических памятников Франции.
Арена была возведена в I веке н. э. (возможно, при императоре Домициане) по образцу римского Колизея. Амфитеатр достигал 133 м в длину, 101 м в ширину и 21 м в высоту; размеры большой и малой оси эллиптической арены — 69 и 38 м соответственно. Она могла принять до 25 000 зрителей. В Немаусе (античном Ниме) существовала школа гладиаторов; сохранились многочисленные граффити с их именами и сведениями о боях. На арене проводились бои заключённых, приговорённых к смерти, также здесь можно было увидеть схватку гладиаторов и животных. Публику забавляли видом разрывания поверженных бойцов дикими животными.
Во время Великого переселения народов сооружение стало использоваться как крепость; убежище внутри амфитеатра находили сотни жителей. В 673 году укреплённый амфитеатр штурмом взял Вамба, король вестготов, подавив восстание своих вассалов Хильдерика и Флавия Павла.
В Средние века использование арены в качестве замка продолжилось: с XII века здесь пребывал виконт Нимский, вассалы которого носили титул «рыцарей Арены». С вхождением Лангедока в состав Франции амфитеатр утратил оборонное значение, однако до конца XVIII века внутри него продолжали жить люди: здесь располагались жилые дома, рынки и даже церкви. В 1786 году обитатели арен были выселены, а внутренние постройки снесены; началась реставрация здания. Первоначальный облик к нему вернулся лишь к середине XIX века.
С 1853 года амфитеатр используется для проведения камаргских бегов, корриды, а также других зрелищных мероприятий. В наше время здесь проходят концерты музыкальных групп.